# Kenianisches Seensystem im Great Rift Valley
Das kenianische Seensystem im Great Rift Valley ist ein von drei Seen geprägtes Gebiet, das in Kenia im Bereich des großen afrikanischen Grabenbruchs liegt. Es wurde 2011 als UNESCO-Weltnaturerbe anerkannt. Es besteht aus drei alkalischen Natronseen: dem Bogoriasee, dem Elmenteitasee und dem Nakurusee. Die Landschaft rund um die Seen mit heißen Quellen und Geysiren ist von vulkanischer Aktivität und tektonischen Verschiebungen geprägt.

## Geographie
Das kenianische Seensystem ist Teil einer Seenkette, die sich entlang des großen afrikanischen Grabenbruchs in Nord-Süd-Richtung durch den westlichen Teil Kenias und über den Äquator hinweg zieht. Zwei der Seen liegen im Nakuru County, der Bogoriasee liegt im Baringo County.
Es zeigt eine vielfältige Landschaft, die in der Beschreibung der UNESCO als außergewöhnlich schön bezeichnet wird. Neben Steilhängen mit Wasserfällen sind offene Gewässer, Sumpfgebiete, Wälder und offenes Grasland zu finden. Auf engem Raum kann man Merkmale unterschiedlicher geologischer Prozesse beobachten, wie etwa die Abbruchkante des großen Grabens, Vulkankegel, Fumarolen, heiße Quellen und Geysire.

## Fauna
Die drei Seen und ihre Umgebung sind vor allem für die dort lebende beziehungsweise durchziehende Vogelwelt bekannt. So finden sich im kenianischen Seensystem erwähnenswerte Vorkommen des Schwarzhalstauchers, des Schmalschnabellöfflers, des Säbelschnäblers, des Zwergtauchers, des Nimmersatt, des Stelzenläufers, der Graukopfmöwe und der Lachseeschwalbe. Es gibt Berichte von bis zu 480 verschiedenen Vogelarten am Nakurasee, bis zu 450 am Elmentaitasee und bis zu 370 am Bogoriasee. Darunter sind weltweit oder regional vom Aussterben bedrohte Arten. Die Seen sind ein wichtiges Futtergebiet für Zwergflamingos, die dort in großen Schwärmen bis zu vier Millionen Vögeln zu beobachten sind und sich von in den Seen vorkommenden Spirulina-Algen ernähren. Für den Rosapelikan ist vor allem die Umgebung des Elementaitasees eine wichtige Brutstätte; bis zu 8000 Brutpaare wurden dort gezählt. An Säugetieren sind vor allem die in den Nationalparks um den Bogoria- und den Nukurasee vorkommenden Nashörner, Büffel, Rothschild-Giraffen, Löwen und Leoparden erwähnenswert.

## Gefährdung
Das Ökosystem rund um die Seen ist durch touristische und landwirtschaftliche Nutzung gefährdet. Diese Nutzung erfolgt teilweise illegal, wird aber selten verfolgt. Illegale Erschließungen werden nicht zurückgebaut und es gibt keine Maßnahmen, den natürlichen Zustand wiederherzustellen. 2017 wurde die Regierung von Kenia daher von der UNESCO aufgefordert, ihre Bemühungen um den Schutz des Gebietes zu verstärken.